# 奧武島 (南城市)
26°07′46″N 127°46′22″E / 26.12944°N 127.77278°E
奧武島（日语：／ Ō-jima，琉球語：／ ），是位於沖繩島南部的一個島嶼，行政區劃上屬於沖繩縣南城市玉城（舊玉城村）管轄。
面積0.23平方公里，人口約1000人。位於南城市役所（舊玉城村役場）以南約2公里，也是該市最南部的位置。奧武島上建設有100公尺長的橋樑與沖繩島相接。

## 外部連結
- 離島.com 沖縄離島情報館　奧武島 （页面存档备份，存于）
- 沖繩的觀光情報　奧武島 （页面存档备份，存于）
- 奧武島照片集 （页面存档备份，存于）